# پازماند
پازماند (به مجاری:  Pázmánd) یک شهرداری در مجارستان است. پازماند ۲۷٫۱۴ کیلومتر مربع مساحت و ۲٬۰۱۵ نفر جمعیت دارد.